# Stadhuis van Marseille

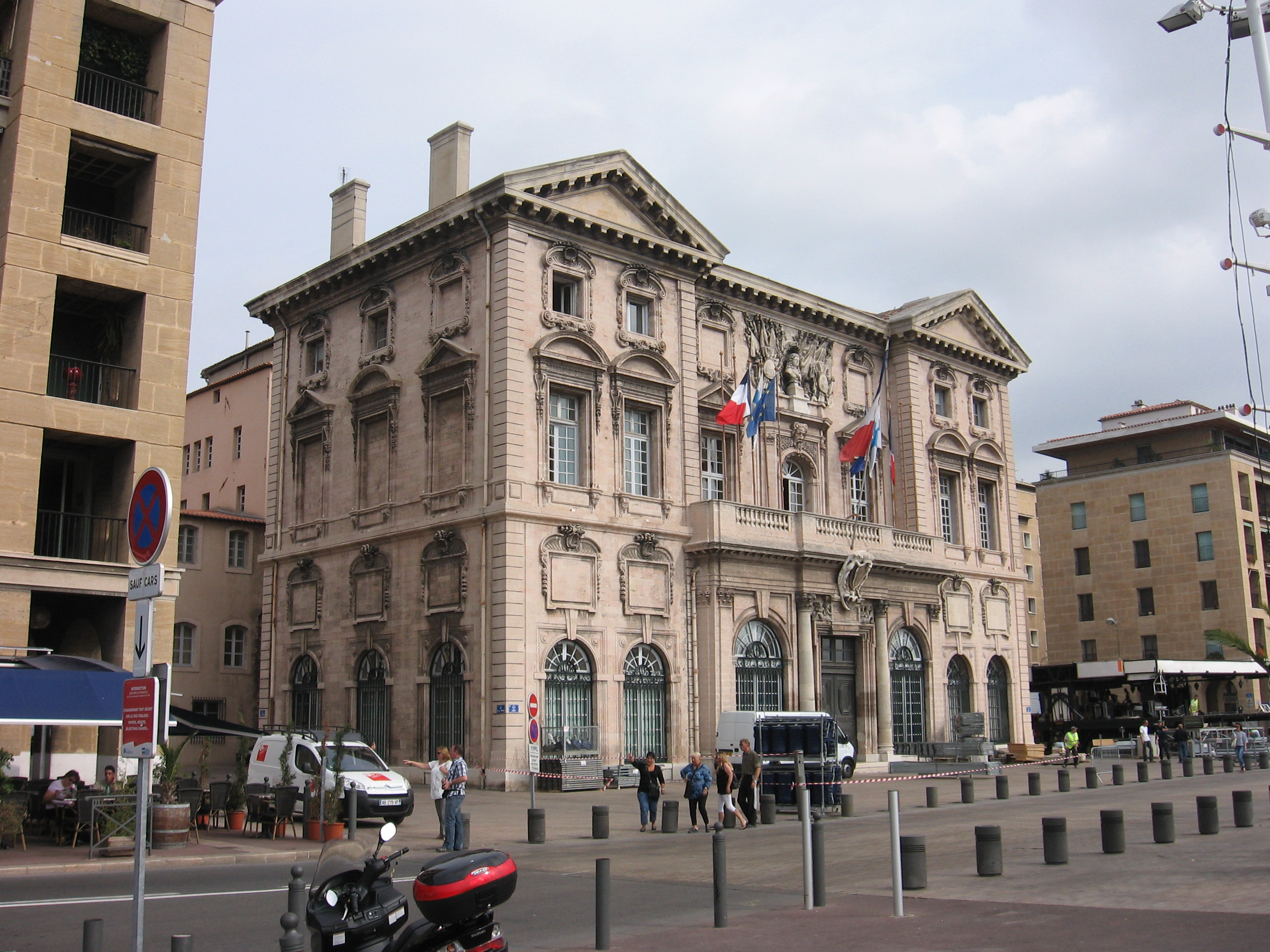
Voorgevel Hôtel de Ville van Marseille

Het stadhuis van Marseille (Frans: Hôtel de ville de Marseille) is het gemeentehuis van de Franse stad Marseille dat is gelegen aan de noordzijde van de Vieux-Port. Het bouwwerk werd ontworpen door Gaspard Puget (broer van beeldhouwer Pierre Paul Puget) en J.B. Meloans en in de periode 1653-1673 gebouwd.
Het bouwwerk is een van de weinige overgebleven historische objecten in het havenkwartier na de Slag om Marseille in 1943.
Op loopafstand ligt de gelijknamige metrohalte van lijn 2: Vieux-Port - Hôtel de Ville.